# فهد علي مصبح
بدأ حياته الكروية بمدرسة الكرم عام 1986 ثم صعد إلى فريق 13 سنة عام 1988 وصعد لفريق 15 سنة عام 1990 وإنضم للفريق الأول عام 1992

## إنجازات اللاعب
- بطولة الدوري العام: حقق مع الفريق الأول لكرة القدم بنادي العين 5 بطولات دوري عام في مواسم 1997/1998، 1999/2000، 2001/2002، 2002/2003، 2003/2004
- بطولة كأس صاحب السمو رئيس الدولة: حقق مع الفريق الأول بنادي العين بطولة كأس صاحب السمو رئيس الدولة مرتين في مواسم 1998/1999، 2000/2001
- بطولة الأندية الخليجية أبطال الدوري: حقق مع فريق العين بطولة كأس أندية مجلس التعاون الخليجي أبطال الدوري عام 2001/2002
- كأس السوبر: حقق مع فريق العين بطولة كأس السوبر مرتين عام 1994/1995، 2002/2003
- كأس السوبر الأسيوية دوري أبطال آسيا : حقق مع فريق العين بطولة كأس السوبر عام 2003/2004
- بطولة كأس الاتحاد: حقق مع فريق العين بطولة كأس الاتحاد عام 2004/2005

## وصلات خارجية
- شبكة زعيم الإمارات - صوت الأمة العيناوية على الإنترنت نسخة محفوظة 28 فبراير 2009 على موقع واي باك مشين.
- الموقع الرسمي لنادي العين
- صفحة النادي في موقع كورة نسخة محفوظة 5 مارس 2016 على موقع واي باك مشين.